# Thorsten Streppelhoff
Thorsten Streppelhoff (Dorsten, 15 de agosto de 1969) es un deportista alemán que compitió en remo.
Participó en dos Juegos Olímpicos de Verano, obteniendo dos medallas, bronce en Barcelona 1992 y plata en Atlanta 1996, en la prueba de ocho con timonel.
Ganó tres medallas en el Campeonato Mundial de Remo entre los años 1991 y 1994.

## Palmarés internacional
| Juegos Olímpicos   | Juegos Olímpicos              | Juegos Olímpicos  | Juegos Olímpicos |
| Año                | Lugar                         | Medalla           | Prueba           |
| ------------------ | ----------------------------- | ----------------- | ---------------- |
| 1992               | Barcelona (España)            | Medalla de bronce | Ocho con timonel |
| 1996               | Atlanta (Estados Unidos)      | Medalla de plata  | Ocho con timonel |
| Campeonato Mundial |                               |                   |                  |
| Año                | Lugar                         | Medalla           | Prueba           |
| 1991               | Viena (Austria)               | Medalla de oro    | Ocho con timonel |
| 1993               | Račice (República Checa)      | Medalla de oro    | Ocho con timonel |
| 1994               | Indianápolis (Estados Unidos) | Medalla de plata  | Dos sin timonel  |